# Giorgi Charaischwili
Giorgi Charaischwili (georgisch გიორგი ხარაიშვილი, FIFA-Schreibweise nach engl. Transkription: Giorgi Kharaishvili; * 29. Juli 1996 in Marneuli, Niederkartlien, Georgien) ist ein georgischer Fußballspieler, der seit Februar 2021 beim ungarischen Erstligisten Ferencváros Budapest unter Vertrag steht und aktuell auf Leihbasis für Dinamo Tiflis spielt.
Der offensive Mittelfeldspieler ist seit Januar 2017 georgischer Nationalspieler.

## Vereinskarriere

### FC Saburtalo Tiflis
Charaischwili zog im Jahr 2011 aus der georgischen Kleinstadt Marneuli in die Hauptstadt Tiflis und wechselte in die Nachwuchsabteilung vom FC Saburtalo Tiflis, einer der bekanntesten Jugendakademien des Landes.
Während der Saison 2013/14 wurde er mit 17 Jahren von Cheftrainer Temur Schalamberidse in die erste Mannschaft befördert. Sein Debüt in der zweithöchsten georgischen Spielklasse gab er am 21. September 2013 (4. Spieltag) bei der 0:1-Heimniederlage gegen den FC STU Tiflis, als er in der Halbzeitpause für Grigol Tschabradse eingewechselt wurde. In der Folge etablierte er sich als Stammspieler. Sein erstes Ligator erzielte er am 20. November (12. Spieltag) beim 5:0-Heimsieg gegen den FC Samtredia. In dieser Spielzeit traf er in 18 Ligaspielen viermal.
In der folgenden Saison 2014/15 gelang ihm endgültig der Durchbruch in der Pirveli Liga. Am 24. Oktober 2014 markierte er beim 5:1-Heimsieg den FC Sasco Tiflis den ersten Hattrick seiner professionellen Karriere. Der offensive Mittelfeldspieler fand in der Folge immer wieder das Netz und schoss Saburtalo an die Tabellenspitze. Den zweiten Dreierpack machte er am 4. März 2015 beim 5:2-Auswärtssieg gegen den FC STU Tiflis. Mit 21 Toren in 30 Ligaspielen trug er wesentlich zum Meistertitel und Aufstieg der Hauptstädter in die Umaghlessi Liga bei.
Auch in der höchsten georgischen Spielklasse blieb Charaischwili Treffsicher, auch wenn er seine Torquote aus der Vorsaison nicht aufrechterhalten konnte. Bereits am ersten Spieltag der Saison 2015/16 erzielte er beim 2:1-Auswärtssieg gegen den FC Spartaki Zchinwali sein erstes Tor. Beim 4:2-Heimsieg gegen den FC Guria Lantschchuti gelang ihm ein Hattrick. In dieser Spielzeit bestritt er 25 Ligaspiele und erzielte 12 Treffer.
Im Sommer 2016 stellte der Georgische Fußballverband den Spielbetrieb auf den Kalenderjahresmodus um. Die reguläre Übergangssaison 2016 dauerte dadurch nur 12 Spiele, welche Saburtalo auf dem dritten Rang in ihrer Gruppe beendete und sich damit für das Europa-League-Playoff qualifizierte. Im Halbfinale des Playoffs scheiterte man an Dinamo Tiflis. Die Spielzeit beendete er mit 13 Einsätzen, in denen er fünf Tore erzielen konnte.
Auch in der darauffolgenden Saison 2017 zeigte er weiterhin gute Leistungen. Am 10. September 2017 (25. Spieltag) erzielte er beim 5:0-Heimsieg gegen den FC Dinamo Batumi einen Doppelpack. Auch beim 3:1-Heimsieg gegen den FC Dila Gori am 23. Oktober (31. Spieltag) und beim 2:0-Auswärtssieg fünf Tage später gegen den FC Samtredia, wiederholte er dies erneut. In dieser Spielzeit gelangen ihm 13 Tore in 26 Einsätzen.

### IFK Göteborg
Am 23. Februar 2018 wechselte er auf Leihbasis für das gesamte Spieljahr 2018 zum schwedischen Erstligisten IFK Göteborg, der sich eine Kaufoption für den offensiven Mittelfeldspieler sicherte. Am 10. April 2018 (2. Spieltag) debütierte er für seinen neuen Arbeitgeber, als er bei der 1:2-Heimniederlage gegen den Hammarby IF in der Schlussphase für Mix Diskerud eingewechselt. Am 21. Mai (9. Spieltag) erzielte er beim 1:1-Unentschieden gegen den IF Elfsborg sein erstes Ligator. Rasch danach etablierte er sich in der Startformation von Cheftrainer Poya Asbaghi und konnte mit guten Leistungen auf sich aufmerksam machen. In dieser Spielzeit erzielte er neun Tore und assistierte bei vier weiteren Treffern in 27 Ligaspielen.
Charaischwili verblieb in der nächsten Saison 2019 bei den Blåvitt und unterzeichnete einen Dreijahresvertrag. Für den offensiven Mittelfeldspieler überwies der schwedische Verein eine Ablösesumme in Höhe von 300.000 Euro. Auch in dieser Spielzeit behielt er seinen Status als unumstrittener Stammspieler bei und absolvierte 28 Ligaspiele, in denen er sieben Mal traf und acht weitere Tore vorbereitete. Im nächsten Spieljahr 2020 erlebte er einen statistischen Leistungsabfall. Er kam lediglich in der Hälfte der 30 möglichen Ligaspiele zum Einsatz und erzielte in diesen nur zwei Tore.

### Ferencváros Budapest
Am 12. Februar 2021 wechselte Charaischwili zum ungarischen Erstligisten Ferencváros Budapest. Sein Debüt gab er am 27. Februar 2021 (23. Spieltag) beim 2:2-Unentschieden gegen den MTK Budapest. Sein erster Torerfolg gelang ihm am 4. April (27. Spieltag) beim 4:0-Auswärtssieg gegen den Budafoki MTE. Insgesamt bestritt er zunächst vier Spiele und gewann mit der Mannschaft die ungarische Meisterschaft. Im Anschluss kam er jedoch nicht mehr zum Einsatz und spielte hauptsächlich in der zweiten Mannschaft des Vereins in der dritten Liga. Erst in der übernächsten Saison 2022/23 stand er wieder einige Male im Spieltagskader, wobei er jedoch nur einmal eingewechselt wurde.
Im Februar 2023 wurde er daraufhin nach Georgien an Dinamo Tiflis ausgeliehen.

## Nationalmannschaft
Von Oktober 2012 bis März 2013 spielte er siebenmal für die georgische U17-Nationalmannschaft. Von Oktober 2014 bis Juni 2015 bestritt er neun Länderspiele für die U19.
Seit September 2015 war er für die U21-Auswahl im Einsatz. Am 23. März 2016, in seinem zweiten Länderspiel, erzielte er beim 4:0-Sieg im freundschaftlichen Testspiel gegen San Marino sein erstes Tor. Am 12. Juni erzielte er bei der 2:3-Niederlage gegen Montenegro einen Doppelpack. In 18 Einsätzen erzielte er fünf Tore.
Am 31. Januar 2017 debütierte er beim 2:2-Unentschieden gegen Usbekistan für die A-Auswahl, als er in der 82. Spielminute für Saba Lobschanidse eingewechselt wurde. Beim 3:2-Auswärtssieg gegen Gibraltar in der Qualifikation zur Europameisterschaft 2021 am 15. Oktober 2019 erzielte er sein erstes Länderspieltor. Sein sechstes und bisher letztes Länderspiel bestritt er im November 2019 gegen Kroatien, seitdem wurde er nicht mehr in die Nationalmannschaft nominiert.

## Erfolge
Ferencváros Budapest
- Ungarischer Meister: 2020/21

FC Saburtalo Tiflis
- Pirveli Liga: 2014/15